# Witzbold
Als Witzbold (von althochdeutsch: wizzî = Verstand [vergleiche auch engl. wit und schwedisch vett] und -bold = von bald = stark, kühn) wird eine Person bezeichnet, die sich für besonders witzig hält, es aber in der Regel nicht ist. Über die Witze eines Witzboldes lacht meistens niemand außer der Witzbold selbst. Daher hat der Begriff einen eher abwertenden Charakter.

## Etymologie
Bold wird heute (im Gegensatz zu früher kühn oder stark) eher als negativ verstanden: Ein …bold ist heute jemand, der eher negativ auffällt; ein Trunkenbold oder Saufbold, ein Raufbold oder sogar der Tugendbold (d. i. jemand, der nicht um der Sache selbst willen tugendhaft ist, sondern bloß auf eine unechte oder affektierte Weise und um vor anderen groß zu tun). Im 16. Jahrhundert ist die Bezeichnung Witzbold noch als Klügling zu verstehen, also jemand, der seinen Witz und Verstand in kühner Art und Weise benutzt. Erst im 19. Jahrhundert wandelt sich die Bedeutung hin zu Spötter und Spaßmacher.

## Rolle
In Theater und Film gehört der Witzbold oder der Spaßvogel als Charakterrolle zum Schauspielerrepertoire. Er fällt oft auf durch seine Sprache, die entweder einen hörbaren Fehler aufweist oder in der Höhe variiert. Auch ständige Witze, Streiche und Neckereien gehen auf sein Konto.
Umgangssprachlich wird als Witzbold auch eine Person bezeichnet, die arglos oder dumm ist. Ein Synonym ist auch Scherzkeks.